# Svartsparv
Svartsparv (Calamospiza melanocorys) är en fågel i familjen amerikanska sparvar inom ordningen tättingar. Den häckar i västra USA och Kanada i ursprungliga gräsmarker och flyttar vintertid söderut till norra Mexiko. Ovanligt för amerikanska sparvar har hanen en särpräglad häckningsdräkt som skiljer sig markant från hanens vinterdräkt och honans utseende. Arten har minskat kraftigt i antal, men beståndet tros numera vara stabilt eller i ökande. IUCN kategoriserar den som livskraftig.

## Kännetecken

### Utseende
Svartsparven är en liten sångfågel med kort, tjock, blåaktig näbb. Det finns en stor vit fläck på vingen och stjärten är ganska kort, med vita fjäderändar. Häckande hanar är helt svarta förutom en stor vit fläck på den övre delen av vingen. Hanar som inte häckar och alla honor har liknande fjäderdräkt (honfärgad) och är gråaktigt bruna, med vita streck.

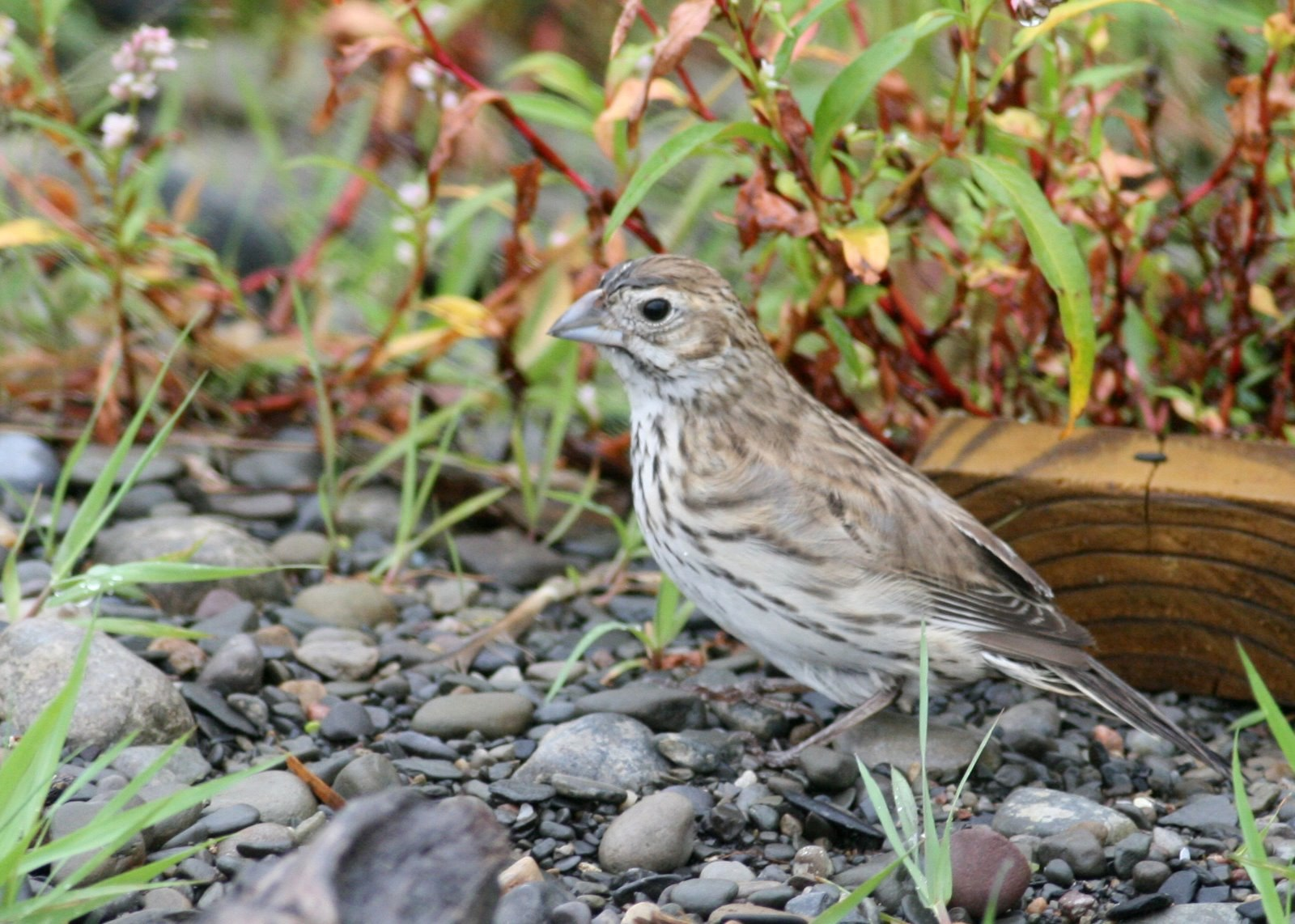
Honfärgad (hona eller ungfågel hane).

### Läten
Svartsparvshanen sjunger antingen från sittplats eller i en imponerande, lärkliknande sångflykt (därav det engelska namnet Lark Bunting). Sången är en fyllig och komplex serie med upprepade toner, ömsom djupt visslande, ömsom silverklingande och skallrande. Arten tros vara unik bland tättingar genom att ha två helt olika sångtyper. Tidigt på våren när hanen etablerar revir sjunger den en mer aggressiv variant med hårdare toner och längre pauser mellan fraserna. När honorna anlänt och de börjar etablera par är sången mjukare och snabbare. Vanligaste lätet, ofta hört i flykten, är ett mjukt "hweee".

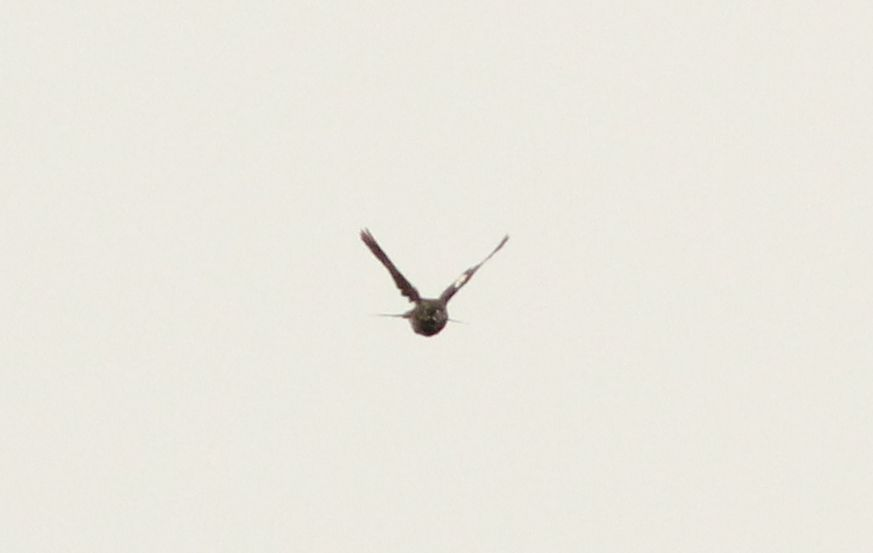
Hane svartsparv i spelflykt.

## Utbredning
Svartsparven är en flyttfågel som häckar i västra Kanada och västra USA och flyttar vintertid söderut till norra Mexiko. Arten har även observerats i Sverige, men det anses osannolikt att den nått dit på naturlig väg.

Svartsparvens utbredningsområde, där orange betecknar vistelse häckningstid, gult förekomst under flyttningen, blått övervintringsområde och lila vistelse året runt.

## Systematik
Svartsparven placeras som enda art i släktet Calamospiza. DNA-studier visar att den står närmast lärksparven (Chondestes grammacus), men även nära amerikanska sparvar i släktena Amphispiza, Amphispizopsis och Spizella. Den behandlas som monotypisk, det vill säga att den inte delas in i några underarter.

### Familjetillhörighet
Tidigare fördes de amerikanska sparvarna till familjen fältsparvar (Emberizidae) som omfattar liknande arter i Eurasien och Afrika. Flera genetiska studier visar dock att de utgör en distinkt grupp som sannolikt står närmare skogssångare (Parulidae), trupialer (Icteridae) och flera artfattiga familjer endemiska för Karibien.

## Levnadssätt
Svartsparven förekommer i ursprungliga, kortvuxna gräsmarker och buskstäpp. Vintertid kan de även uppträda i områden påverkade av människan, som vägrenar och boskapsmarker. Liksom andra sparvar lever svartsparven av frön, ryggradslösa djur och ibland frukt. De verkar kunna klara långa perioder av torka genom att få den vätska den behöver från gräshoppor och andra insekter.

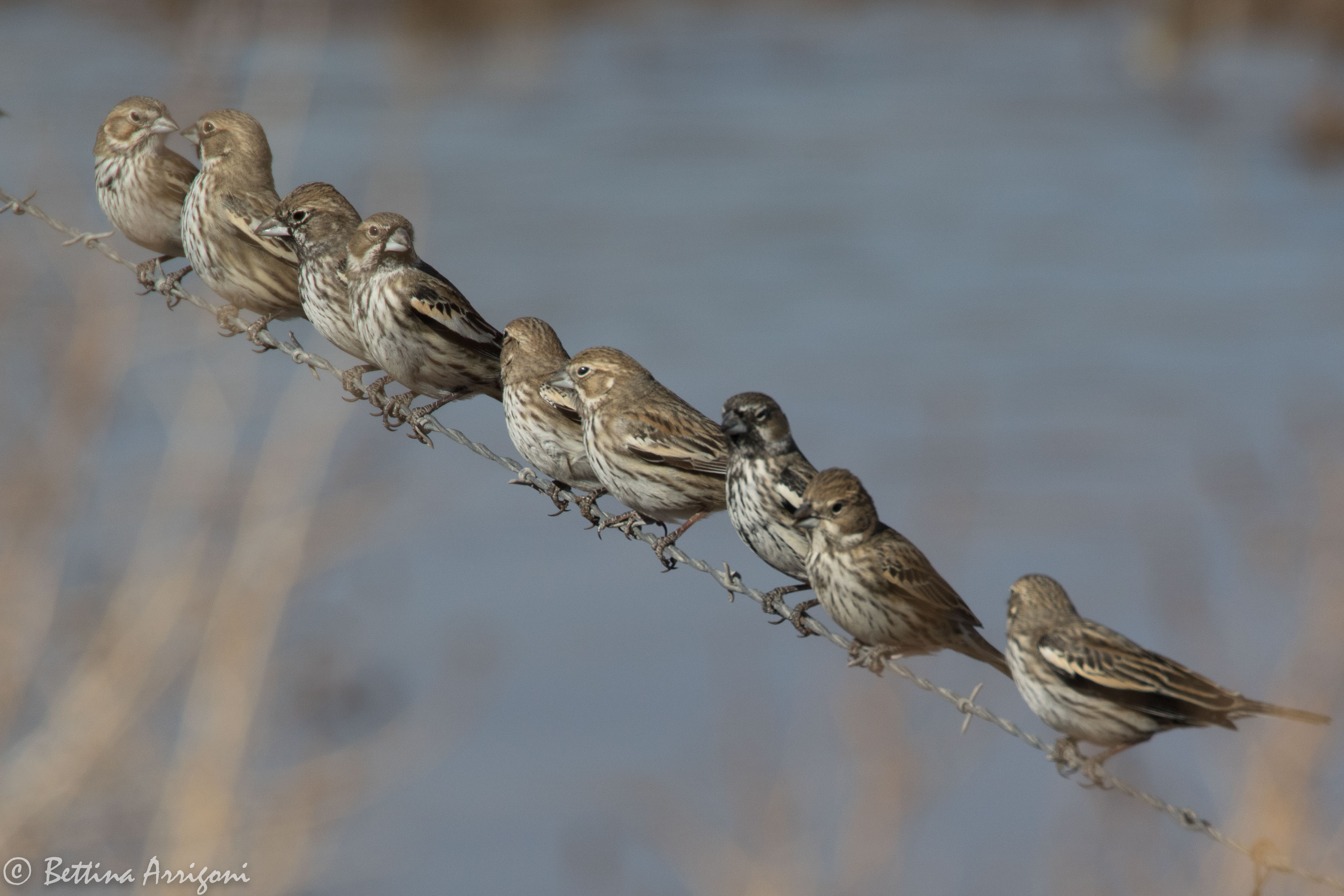
Vintertid ses svartsparven ofta i stora flockar.

### Häckning
Svartsparven häckar ofta nära varandra i vad som verkar vara lösa kolonier, men som egentligen består av mycket små, angränsande revir. Fågeln är mestadels monogam, men vissa hanar har flera partners. Honan utser häckplatsen, vanligtvis under en liten buske eller en kaktus, medan båda könen hjälps åt med bobygget. Den lägger en till två kullar med två till fem ljusblå ägg som ruvas i tio till tolv dagar. Ungarna är flygga sju till nio dagar efter kläckning. I områden där hanar är fler än honor hjälper oparade "ungkarlar" till med att mata ungar.

## Status och hot
Svartsparven har ett stort utbredningsområde och en stor population på uppskattningsvis tolv miljoner vuxna individer. Arten har historiskt minskat relativt kraftigt i antal, med i genomsnitt 3,1 % per år mellan 1970 och 2017. På sistone verkar dock minskningen ha avstannat så att beståndet har varit stabilt eller till och med i ökande sedan 2010. Internationella naturvårdsunionen IUCN kategoriserar arten som livskraftig (LC).

## Taxonomi och namn
Svartsparven beskrevs vetenskapligt som art av Stejneger år 1885. Släktesnamnet Calamospiza är en sammanfogning av grekiska kalamos (καλαμος) för "gräs" och spiza (σπιζα) för en fink. Arteptitetet melanocorys betyder "svart lärka" av latinets melanos för "svart" och corys, "lärka" (i sin tur från grekiskans korudos (κορυδος) för tofslärkan, av korus (κορυς) eller koruthos (κορυθος’’) för "hjälm").